# Марк Ампудий
Марк Ампу́дий (лат. Marcus Ampudius; I век до н. э.) — римский политический деятель из плебейского рода Ампудиев, продвинувшийся в своей карьере до эдилитета включительно. Время его жизни точно неизвестно.

## Биография
Марк Ампудий упоминается только в одной латинской надписи (CIL I 812), обнаруженной в Формиях и датируемой периодом правления Октавиана Августа (между 27 годом до н. э. и 14 годом н. э.). Из её текста следует, что Ампудий последовательно занимал должности квестора, народного трибуна и эдила; впрочем, точных датировок нет. Так, его квестуру некоторые учёные предположительно относят к 40-м годам до н. э., а эдилитет — к периоду до 23 года.
Известно также, что родной отец Марка Ампудия носил преномен Нумерий.
Вполне возможно, какие-то определённые родственные связи могли быть между Марком и членом военного совета при Гнее Помпее Страбоне времён Союзнической войны (91—88 годы до н. э.) Квинтом Ампудием, сыном Квинта (Q. Ampudi(us) Q. f.; ум. после 89 до н. э.), из Эмилиевой трибы.